# Restore:
restore: — российская торговая сеть по продаже электроники, специализирующаяся в основном на продукции компании Apple. Имеет статус Apple Premium Reseller. Основана в 2006 году Евгением Бутманом.
Сеть restore: — это актив группы Inventive Retail Group (IRG), ранее называвшейся re:Store Retail Group, входящий в российскую многопрофильную группу IT-компаний «Ланит».

## Название
Store — «магазин». Restore — «восстанавливать». Евгению Бутману понравился скрытый в этих словах подтекст: «мы восстанавливаем наш бизнес после каждой попытки Apple его дезинтегрировать». У Евгения перед глазами возник логотип, он молча поставил двоеточие между «re» и «store» — «re» с двумя точками изящно давали понять, что это компьютерный магазин. Так возникло название «re:Store». Созданная торговая сеть стала активом группы компаний re:Store Retail Group, которая в 2012 году была переименована в «Inventive Retail Group».
В сентябре 2023 года сеть провела ребрендинг с ренеймингом, изменив название с re:Store на restore:.

## История
- 1995 год, январь — начало работы созданной Евгением Бутманом компании DPI, из которой затем вышли все прочие бизнесы. Компания DPI была дистрибьютером оборудования и программного обеспечения для платформы Apple Computer[источник не указан 279 дней].
- 1996 год, сентябрь, подписание контракта с Apple, получение статуса Apple IMC — мастер-дистрибутора Apple на территории РФ, а впоследствии на всем постсоветском пространстве[источник не указан 279 дней].
- 2001 год — холдинг «ECS» ведёт свою историю с этого года, когда в составе «DPI Group» была образована одноимённая управляющая компания[6].
- 2005, ноябрь — открытие первого магазина (79 м²) сети в Москве в торговом комплексе «Атриум» возле Курского вокзала. Тогда этот магазин назывался «Apple Center», но в 2006 году он был переименован в re:Store[2].
- 2006, май — старт создания сети re:Store, открытие магазинов в Москве и Поволжье[источник не указан 279 дней].
- 2007, февраль — создание холдинга «ECS Group», объединившего дистрибьюторскую компанию «diHouse», системного интегратора «DPI Computers» и розничную сеть «re:Store». Параллельно был создан холдинг ECS Print, объединивший все входившие в группу торговые компании, специализировавшиеся на полиграфическом оборудовании и материалах. Исполнительным Председателем Совета Директоров обоих холдингов был Евгений Бутман[6], генеральным директором ECS Group — Александр Доманицкий.
- 2012, ноябрь — число магазинов сети в России достигло цифры 63[7] .
- 2012, ноябрь — открытие 71-го Российского магазина сети в Нижнем Новгороде[8] .
- 2023, сентябрь — смена позиционирования сети, сеть провела ребрендинг в restore:, а также начнёт торговать фенами, умными аксессуарами для животных, микроскопами, товарами бренда Xiaomi и другой продукцией[9].

## Менеджмент
- Георгий Генс — президент «Ланит».
- Филипп Генс — с июня 2011 года, президент группы компании IRG и компании diHouse[10] .
- Тихон Смыков — с ноября 2008 года, генеральный директор IRG[11] .

## Деятельность
- 2008 — годовой оборот сети за этот год составил $601 млн[12]
- 2010 — оборот сети в России составил $164,6 млн[11]
- 2011 — оборот сети в России составил $313,9 млн[11]
- С 2016 года проводит выставки проекта re:Store digital art, объединяющего высокие технологии и современное искусство[13]

В 2021 году рейтинговое агентство АКРА присвоило Restore Retail Group Limited рейтинговую оценку A(RU) со стабильным прогнозом, в 2022 году рейтинг был понижен до A-(RU).
Рейтинговое агентство «Эксперт РА» присвоило в 2021 году Restore Retail Group Limited рейтинговую оценку ruA со стабильным прогнозом, в 2022 году рейтинг был понижен до ruBBB+ со стабильным прогнозом, в 2024 году рейтинг был отозван.